# Аль Швіммер
Адольф «Аль» Швіммер (англ. Adolph William Schwimmer; 10 червня 1917, Нью-Йорк — 10 червня 2011, Ізраїль) — ізраїльський підприємець, засновник і перший глава Israel Aerospace Industries. Лауреат Премії Ізраїлю (2006).

## Біографія
Народився у сім'ї єврейських емігрантів зі Східної Європи. Свою трудову біографію розпочав у 1939 р. інженером у корпорації «Локхід». Учасник Другої світової війни, льотчик. Кавалер бойових нагород. У 1950 році він був звинувачений у порушенні законів про збереження нейтралітету у зв'язку з перевезенням літаків, закуплених на території США, до Ізраїлю під час арабо-ізраїльської війни 1948 року і згодом помилуваний Біллом Клінтоном.
У 1968 році був удостоєний ступеня доктора в Університеті Техніон. Почесний член Товариства аеронавтики та астронавтики.
|                                            | Швіммер присвятив своє життя сіоністському руху, Ізраїлю та авіаційній промисловості. Завдяки йому Ізраїль став одним із найбільших виробників цивільних та військових літаків. |
| — Оргкомітет із присудження Премії Ізраїлю | |

Помер у свій 94-річний день народження в Центрі імені Хаїма Шиба в Рамат-Гані, поряд із Тель-Авівом.